# Attilio Rizzo
Attilio Rizzo (Villadose, 16 marzo 1891 – Gusen, 15 gennaio 1945) è stato un partigiano italiano.

## Biografia

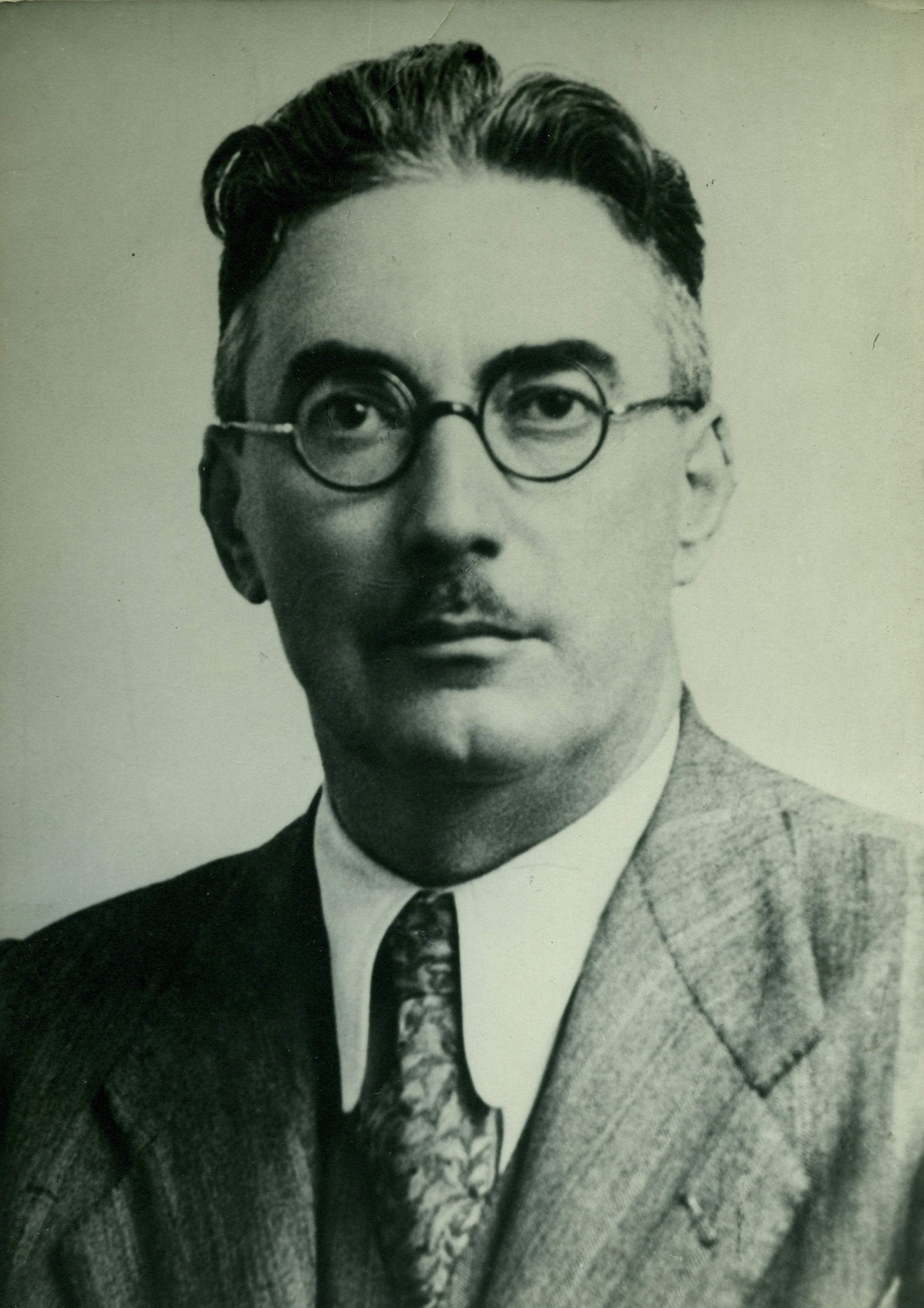

Attilio Rizzo nasce a Villadose (Rovigo) nel 1891. Fatto prigioniero dall'esercito austro-ungarico durante la prima guerra mondiale, è rinchiuso prima nel campo di concentramento di Braunau am Inn, e poi in quello di Mauthausen. Nel 1919 si trasferisce a San Donà di Piave, dove, dopo aver lavorato per un breve periodo come geometra comunale, apre uno studio privato. In quegli anni ricopre ruoli di responsabilità nell'associazionismo locale di stampo cattolico e progetta vari edifici sacri a San Donà: la chiesa di Calvecchia, la chiesa del Piccolo Rifugio, la cappella Rubinato in Via Aquileia, la chiesa Ancillotto in Via Noventa .
Nel 1940 organizza un primo incontro per creare una rete di contatti tra alcuni personaggi locali che condividono con lui sentimenti antifascisti. Nel 1943 aderisce alla Democrazia Cristiana. Dopo l'armistizio dell'8 settembre, partecipa a diverse riunioni volte all'organizzazione della Resistenza veneta, adoperandosi per stabilire contatti e collegamenti con Venezia e Treviso. Attraverso l'operato di staffette crea una rete di solidarietà nel territorio del Basso Piave e dà vita alla Brigata Eraclea della quale diventa il comandante. Nel dicembre 1943 viene arrestato a Venezia e condotto a Padova, dove viene incarcerato fino al 28 gennaio 1944.
Uscito dal carcere, riprende i collegamenti con le dirigenze provinciali e regionali della Resistenza veneta occupandosi della propaganda. Partecipa alla "Missione Argo", grazie alla quale i partigiani di San Donà ottengono un importante lancio da parte degli Alleati nei primi giorni di luglio. A causa di questo suo coinvolgimento, nell'agosto del 1944 viene nuovamente arrestato e detenuto nel carcere di Santa Maria Maggiore di Venezia fino al 5 ottobre. In seguito è trasferito nel campo di concentramento di Bolzano e, infine, a Mauthausen.
Muore a Gusen il 5 gennaio 1945.